# سازمان حقوق بشر کارون
سازمان حقوق بشر کارون یک سازمان غیرانتفاعی است که به بررسی، گزارش و ثبت اوضاع حقوق بشر در اهواز و شهرهای پیرامون و همچنین در میان مردم عرب اهواز می‌پردازد و اخبار مربوط به بازداشت، شکنجه و اعدام فعالان سیاسی عرب را منتشر و در اختیار دیگر رسانه‌ها قرار می‌دهد. این سازمان در وبگاه رسمی خود اعلام کرده که در سال ۲۰۲۳ از سوی گروهی از فعالان عرب تأسیس و در حوزه‌های حقوق زندانیان سیاسی و عقیدتی، حفاظت از محیط زیست، حقوق زنان، حقوق کارگران، و سایر مسائل حقوق بشری فعالیت می‌کند.